# استان پراتو
استان پراتو (به ایتالیایی: Province di Prato) از استان‌های کشور ایتالیا است. استان پراتو در منطقهٔ توسکانی و در مرکز ایتالیا قرار دارد. مساحت این استان ۳۶۶ کیلومترمربع و جمعیت آن طبق سرشماری سال ۲۰۱۱ تقریباً ۲۴۰٬۶۸۴ نفر بوده است.